# U.S. Department of Agriculture Bureau of Plant Industry Bulletin
U.S. Department of Agriculture Bureau of Plant Industry Bulletin (abreviado U.S.D.A. Bur. Pl. Industr. Bull.) es una revista ilustrada con descripciones botánicas que fue editada  por  el Departamento de Agricultura de los Estados Unidos. Se publicaron los números 1 al 285 desde el año 1901 hasta 1913. 